# Alison Pearson
Alison Pearson, född 1533, död 1588, var en skotsk botare som blev avrättade för häxeri. Hon är känd för sin bekännelse om att hon hade besökt älvorna och träffat älvornas drottning.